# Grand Prix Formule 1 van Italië 1986
De Grand Prix Formule 1 van Italië 1986 werd gehouden op 7 september 1986 op Monza.

## Uitslag
| Positie | Nummer | Rijder             | Team                   | Ronden | Tijd/Opgave         | Startplaats | Punten |
| ------- | ------ | ------------------ | ---------------------- | ------ | ------------------- | ----------- | ------ |
| 1       | 6      | Nelson Piquet      | Williams-Honda         | 51     | 1:17:42.889         | 6           | 9      |
| 2       | 5      | Nigel Mansell      | Williams-Honda         | 51     | + 9.828             | 3           | 6      |
| 3       | 28     | Stefan Johansson   | Ferrari                | 51     | + 22.915            | 12          | 4      |
| 4       | 2      | Keke Rosberg       | McLaren-TAG            | 51     | + 53.809            | 8           | 3      |
| 5       | 20     | Gerhard Berger     | Benetton-BMW           | 50     | + 1 Ronde           | 4           | 2      |
| 6       | 15     | Alan Jones         | Lola-Ford              | 49     | + 2 Rondes          | 18          | 1      |
| 7       | 18     | Thierry Boutsen    | Arrows-BMW             | 49     | + 2 Rondes          | 13          |        |
| 8       | 17     | Christian Danner   | Arrows-BMW             | 49     | + 2 Rondes          | 16          |        |
| 9       | 4      | Philippe Streiff   | Tyrrell-Renault        | 49     | + 2 Rondes          | 23          |        |
| 10      | 3      | Martin Brundle     | Tyrrell-Renault        | 49     | + 2 Rondes          | 20          |        |
| NC      | 22     | Alex Caffi         | Osella-Alfa Romeo      | 45     | Niet geklasseerd    | 27          |        |
| DNF     | 19     | Teo Fabi           | Benetton-BMW           | 44     | Lekke band          | 1           |        |
| DNF     | 27     | Michele Alboreto   | Ferrari                | 33     | Motor               | 9           |        |
| DNF     | 23     | Andrea de Cesaris  | Minardi-Motori Moderni | 33     | Motor               | 21          |        |
| DNF     | 31     | Ivan Capelli       | AGS-Motori Moderni     | 31     | Lekke band          | 25          |        |
| DNF     | 25     | René Arnoux        | Ligier-Renault         | 30     | Versnellingsbak     | 11          |        |
| DNF     | 14     | Jonathan Palmer    | Zakspeed               | 27     | Motor               | 22          |        |
| DSQ     | 1      | Alain Prost        | McLaren-TAG            | 27     | Gediskwalificeerd   | 2           |        |
| DNF     | 26     | Philippe Alliot    | Ligier-Renault         | 22     | Motor               | 14          |        |
| DNF     | 11     | Johnny Dumfries    | Lotus-Renault          | 18     | Versnellingsbak     | 17          |        |
| DNF     | 8      | Derek Warwick      | Brabham-BMW            | 16     | Spin                | 7           |        |
| DNF     | 24     | Alessandro Nannini | Minardi-Motori Moderni | 15     | Elektrisch probleem | 19          |        |
| DNF     | 21     | Piercarlo Ghinzani | Osella-Alfa Romeo      | 12     | Ophanging           | 26          |        |
| DNF     | 16     | Patrick Tambay     | Lola-Ford              | 2      | Ongeluk             | 15          |        |
| DNF     | 7      | Riccardo Patrese   | Brabham-BMW            | 2      | Ongeluk             | 10          |        |
| DNF     | 29     | Huub Rothengatter  | Zakspeed               | 1      | Motor               | 24          |        |
| DNF     | 12     | Ayrton Senna       | Lotus-Renault          | 0      | Transmissie         | 5           |        |

## Statistieken
| Pole-position | Teo Fabi | Benetton-BMW | 1:24.078 |
| Snelste ronde | Teo Fabi | Benetton-BMW | 1:28.099 |

## Noot
- Dit was het debuut voor de Italiaanse coureur Alex Caffi.
- Eerste snelste ronde voor Teo Fabi.
- Vijfde podiumplaats voor Stefan Johansson.

1921 · 1922 · 1923 · 1924 · 1925 · 1926 · 1927 · 1928 · 1931 · 1932 · 1933 · 1934 · 1935 · 1936 · 1937 · 1938 · 1947 · 1948 · 1949 · 1950 · 1951 · 1952 · 1953 · 1954 · 1955 · 1956 · 1957 · 1958 · 1959 · 1960 · 1961 · 1962 · 1963 · 1964 · 1965 · 1966 · 1967 · 1968 · 1969 · 1970 · 1971 · 1972 · 1973 · 1974 · 1975 · 1976 · 1977 · 1978 · 1979 · 1980 · 1981 · 1982 · 1983 · 1984 · 1985 · 1986 · 1987 · 1988 · 1989 · 1990 · 1991 · 1992 · 1993 · 1994 · 1995 · 1996 · 1997 · 1998 · 1999 · 2000 · 2001 · 2002 · 2003 · 2004 · 2005 · 2006 · 2007 · 2008 · 2009 · 2010 · 2011 · 2012 · 2013 · 2014 · 2015 · 2016 · 2017 · 2018 · 2019 · 2020 · 2021 · 2022 · 2023 · 2024 · 2025